# Pixart Argentina
Pixart Argentina es una empresa argentina fundada en 1998 dedicada al desarrollo de software y hardware, que desde 1999 se dedica particularmente a soluciones basadas en el sistema operativo GNU/Linux, siendo la más conocida su distribución basada en Debian llamada Rxart Desktop.

## Historia
En 1998 Corel Corporation dejó en manos de Pixart el área comercial de Latinoamérica para su desarrollo regional. Corel decide discontinuar su producto, y Pixart retoma la posibilidad de continuar con el proyecto recibiendo de Corel apoyo tanto técnico como legal. Al tiempo Corel entrega el Sistema Operativo a Xandros Inc para la versión en inglés y deriva en Pixart el acuerdo para el desarrollo en español y portugués. Luego Pixart firma un acuerdo de cooperación y desarrollo para generar el producto en habla hispana con el "saber hacer" y conocimiento del mercado de Latinoamérica.
Luego de la experiencia con la distribución Xandros, Pixart logró colocar a Rxart, su distribución propia, en gran parte de Latinoamérica. Rxtart logró cierto éxito en Argentina en donde, en 2005 por ejemplo, vendió 180.000 licencias.
Durante su trayectoria una de sus especializaciones fue la implementación de su distribución de Linux basada en Debian en computadoras de escritorio del mercado minorista Argentino.
En 2006 Pixart fue inscrita en el Registro Nacional de Productores de Software y Servicios Informáticos de Argentina junto con 27 empresas más del sector, para gozar de beneficios fiscales gracias a la Ley de Software de dicho país.
Formó parte del proyecto Classmate, de netbooks educativas, donde en algunos países como Venezuela en 2007 se distribuyeron estas notebooks utilizando su distribución de linux Rxart. También participó de otros programas estatales parecidos de distribución de netbook educativas proveyendo del sistema operativo Rxart Linux. Entre el 2010 y el 2012, gracias a estros programas estatales, se distribuyeron en escuelas Argentinas más de un millón de netbooks con Rxtart Linux.
En 2008 participó del proyecto de investigación europeo Mancoosi.
Formó parte del programa estatal Mi Pc de Argentina, en donde se ofrecían computadoras de escritorio ensambladas en el país a precios económicos, con la distribución de Linux de Pixart como variante, el otro sistema operativo a elección era Microsoft Windows. Además del programa argentino, formó parte de la versión peruana denominadaː PC Perú.
También formó parte del programa estatal PyMEs en la Red, que buscaba proveer de software a las PyMEs del país brindándoles beneficios fiscales.
En 2011 a raíz de una denuncia de Pixart, la Comisión Nacional de Defensa de la Competencia de Argentina investigó a Microsoft debido a un mecanismo de compensaciones que habían implementado con las ensambladoras locales de computadoras, para que eligieran instalar como sistema operativo Microsoft Windows Starter en vez de Rxart Linux de Pixart.
En el 2017 en México instala más de 160000 computadoras proyecto en Colima, Sonora y Tabasco con todos los sistemas de control parental y antivirus.
En el 2018 Pixart instala con Incomex más de 40000 computadoras y servidores en Guatemala con sistemas de distribución de contenido.
En el 2018 en San Luis 3.0 más de 300000 tabletas y 20000 computadoras con todos los sistemas de antirrrobo y MDM.
En el 2019 Pixart entrega más de 65000 tabletas a Enacom (ente nacional de telecomunicaciones).
En el 2020 Pixart forma una UTE con Vasking China para instalar una fábrica de computadoras en Argentina (pilar en el parque industrial austral) incluye depósitos línea de smt y tht.
También se expande a los sistemas de juegos en línea y casinos virtuales.

## Productos
- Rxart Desktop
- Rxart Server
- Rxart Family Pack
- Rxart Abogados
- rxart secure hardware tablet para policía notebook con firma digital
- winnovo
- MDM tablet computadora
- sistema de antirrobo tablet y computadora más de 750000 dispositivos
- rxart telemedicina
- reloj covid bc19
- Harware T10, N140, K136t
- Centro Multimedia Rxart[20]